# Het Slot (burcht)
Het Slot is een voormalige waterburcht in de buurschap Rectum in de Nederlandse gemeente Wierden. Het viel onder het voormalige richterambt Kedingen in de Kerspel van Rijssen.
Van de burcht is tegenwoordig niets meer te zien. Wat rest zijn niet meer dan glooiingen in het landschap en een boerderij die dezelfde naam nog draagt. In de jaren 1950 - 1955 zijn de Slotgrachten geheel gedempt.

## Geschiedenis
Het Slot was ooit een van de vier adellijke behuizingen in deze kleine buurschappen van Rectum en IJpelo. 
In 1592 verkrijgt David Casper Berck het Slot door te huwen met Casperina van Raesfelt. Daarvoor is het van haar vader Goossen van Raesfelt en Lucretia van Twickelo. Via de dochter van David Berck, Agnes, die gehuwd was met Sweder van Langen, komt het in bezit van de Van Langens. Er is een lijvig processtuk te vinden in stukken van het voor de richter van Kedingen, de drost van Twente en de Gedeputeerden van Ridderschap en Steden gevoerde proces tussen Alegonda Berck, en haar zwager jonker Sweer van Langen tot de Dackhorst. De richter geeft 2 Juli 1651 een interlocutoire uitspraak, 20 Februari 1656 komt een compromis tot stand, maar dit beslecht de geschillen over het erve Tijhuis en het Slot Diepenbrock in de buurschap Rectum niet. In 1657 appelleert Allegonda op de verwalter-drost van Twente. Zijn sententie van 19 Augustus 1657 valt niet in haar voordeel uit, ook al omdat ze zich niet ontziet hangende het proces geweld te plegen t.a.v. de questieuse goederen. In 1658 wendt zij zich tot de Gedeputeerden "als een weduwe ende miserabile persone.... gauderende privilegium fori principis". Zij vraagt op grond van dwaling en bedrog het compromis nietig te verklaren en haar restitutio in integrum te verlenen. 11 Juli 1660 wordt zij niet ontvankelijk verklaard. In de processtukken staat te lezen dat Sweer van Langen het zeer oude huis aan het slopen is. Waarbij hij de bouwmaterialen verkoopt, als ook honderden oude dikke bomen en eikenbomen die rondom het huis staan.
In 1703 wordt het door jonker Zeger Wichman en Agnes van Langen verkocht aan  de rijke Vriezenveense koopman Jan Smelt en zijn uit Wierden afkomstige vrouw Kunera Berentsz Brouwer. In 1746 wordt door de in Deventer wonende eigenaar Bernardus Smelt en Anna Borgerink nog eens deftig beschreven wat er allemaal bij het Slot hoort. Expliciet worden dan de pastorieën- en kostersrechten genoemd die bij het huis horen. Aan het eind van de 18e eeuw wordt het Slot verkocht aan Bartus Coppelmaat en Gezina Slot, de bouwlieden op het Slot.

## Archeologie
Bij archeologische opgravingen heeft men op het terrein een houten waterput, een puntgave bronzen randhielbijl en een houten nap en houten lepel gevonden uit de 10e eeuw, die zich in het die zich in het depot van het Rijksmuseum Twenthe bevinden. Daarnaast ook fragmenten keramiek uit de karolingische periode, kogelpotscherven, Siegburg aardewerk. Ook treft men her en der op het terrein kloostermoppen aan. In het gebied rondom het Slot treft men overal sporen aan van vroeg middeleeuwse ijzerproductie. Het terrein van de rechthoekige waterburcht met een dubbele slotgracht en de naastgelegen visserij genaamd Slotsvoorde is in de periode 1950 - 1955 geheel gedempt. Thans staat er alleen nog een boerderij met dezelfde naam. Ook de oude Slotdijk is tegenwoordig deels verhard en verlegd.

## Topografie
Op diverse topografische kaarten wordt het Slot opgetekend en is het rechthoekige grachtenstelsel met de Slotsdijk en het Slotsvoorde te zien. Op de Hottingerkaart (1783) en de eerste kadastrale kaarten staat de bedoening goed opgetekend.

## Sagen
In Rectum speelde de sage van de drijvende bakstenen die men niet aan de man kon brengen, omdat men dacht dat ze behekst waren. Vooral in Rijssen wilde men niets van de Rectummer bakstenen weten. In het midden van de 19e eeuw kwam de Rectummer onderwijzer Van Wijngaarden in bezit van een steen afkomstig van het oude kasteel de Grimberg in Notter. Toen hij in Rectum waar zijn school stond, aan een boer vroeg of hij wist van de drijvende stenen en het Rectummer gezegde 'Hé drif as ne bakstien'. Hierop antwoordde de boer: 'dat z'ok oe wal anders kunnen losten zéén, en hij haalde een steen los uit de put die voor het huis opgemetseld was en wierp deze in het water. De baksteen bleef terstond drijven. De boer zei: De stenen zijn afkomstig van Het Slot, hetwelk de legende zegt als een oud en sterk en door een dubbel gracht omringd kasteel. De bisschop van Münster Bernhard van Galen, zou er tijdens zijn omzwervingen en plunderingen hebben gebivakkeerd. Later is het gesloopt en op het midden terrein is een boerderij gebouwd. Volgens de boer zouden de stenen van de havezate Dackhorst ook stenen bevatten die ook op water kunnen drijven. Ook in Rijssen werd er verteld over behekste stenen. Achter de Baniskamp in Rijssen heeft men ook een beste partij zwarte klei gevonden die men tot bakstenen heeft verwerkt. Toen men erachter kwam dat ze op water bleven drijven werden de Rijssense Tichelaars tot tovenaars verklaart en van hekserij beticht.